# Illas
Illas – gmina w Hiszpanii, w prowincji Asturia, w Asturii, o powierzchni 25,51 km². W 2011 roku gmina liczyła 1038 mieszkańców.